# Dystrykt Nanee
Dystrykt Nanee – dystrykt w hrabstwie River Gee, we wschodniej części Liberii. 
Położony jest 320 km na wschód od stolicy kraju – Monrovii, oddalony 30 km od siedziby administracyjnej hrabstwa River Gee, miasta Fish Town.  

## Demografia
Według spisu ludności z 2008 roku jednostka liczyła sobie 5 886 mieszkańców. Natomiast według spisu ludności przeprowadzonego w 2022 roku, dystrykt ma populację liczącą 12 065 mieszkańców, co czyni go czwartym co do wielkości zaludnienia dystryktem w hrabstwie.
Dane z 2008:
| Opis      | Ogółem | Ogółem | Mężczyźni | Mężczyźni | Kobiety | Kobiety |
| --------- | ------ | ------ | --------- | --------- | ------- | ------- |
| Jednostka | osób   | %      | osób      | %         | osób    | %       |
| Populacja | 5 886  | 100    | 3 368     | 57,2      | 2 518   | 42,8    |

Dane z 2022:
| Opis      | Ogółem | Ogółem | Mężczyźni | Mężczyźni | Kobiety | Kobiety |
| --------- | ------ | ------ | --------- | --------- | ------- | ------- |
| Jednostka | osób   | %      | osób      | %         | osób    | %       |
| Populacja | 12 065 | 100    | 6 816     | 56,5      | 5 249   | 43,5    |

## Sąsiednie dystrykty
Bodae, Dweh, Forpoh, Gbeapo, Karforh, Nyenawliken, Wlogba